# لاورا لودفیگ
لاورا لودفیگ (آلمانی: Laura Ludwig؛ زادهٔ ۱۳ ژانویهٔ ۱۹۸۶) بازیکن والیبال ساحلی اهل آلمان است.
از افتخارات وی میتوان به کسب مدال طلا در بازی‌های المپیک تابستانی ۲۰۱۶ اشاره کرد.